# Nososticta beatrix
Nososticta beatrix är en trollsländeart som först beskrevs av Maurits Anne Lieftinck 1949.  Nososticta beatrix ingår i släktet Nososticta och familjen Protoneuridae. Inga underarter finns listade i Catalogue of Life.